# Best Shots (Pat Benatar)
Best Shots è il primo album di raccolta della cantautrice statunitense Pat Benatar, pubblicato nel novembre 1989.
Nel 2003 la Capitol Records ne ha pubblicato una riedizione speciale in due dischi con un DVD addizionale.

## Successo commerciale
Ha raggiunto la 67ª posizione della classifica di vendita statunitense Billboard 200, mentre due anni dopo il disco ha raggiunto la 6ª posizione delle classifiche britanniche.

## Tracce
Edizione statunitense
1. Love Is a Battlefield – 5:24 (Mike Chapman, Holly Knight)
2. Promises in the Dark – 4:48 (Pat Benatar, Neil Giraldo)
3. One Love – 5:12 (Giraldo, Mryon Grombacher)
4. All Fired Up – 4:27 (Giraldo, Kerryn Tolhurst)
5. We Live for Love – 3:22 (Giraldo)
6. Hell Is for Children – 4:48 (Benatar, Giraldo, Roger Capps)
7. Shadows of the Night – 4:20 (David Byron)
8. Hit Me with Your Best Shot – 2:51 (Eddie Schwartz)
9. We Belong – 3:40 (Eric Lowen, Dan Navarro)
10. Invincible (Theme from The Legend of Billie Jean) – 4:28 (Simon Climie, Holly Knight)
11. Fire and Ice – 3:20 (Benatar, Tom Kelly, Scott Sheets)
12. Heartbreaker – 3:26 (Geoff Gill, Clint Wade)
13. Medley: Suffer the Little Children/Hell Is for Children (live) – 6:45
14. Painted Desert – 5:24 (Giraldo, Grombacher)
15. Outlaw Blues – 4:19 (Giraldo, Grombacher)

Le tracce 13-15 sono state pubblicate solo nella versione CD
Edizione europea
1. Hit Me with Your Best Shot (Single Version) – 2:51 (E. Schwartz)
2. Love Is a Battlefield (Single Version) – 4:12 (M. Chapman, H. Knight)
3. We Belong (Single Version) – 3:42 (Eric Lowen, Dan Navarro)
4. We Live for Love (Single Version) – 3:58 (N. Giraldo)
5. Sex as a Weapon – 4:19 (T. Kelly, B. Steinberg)
6. Invincible (Theme from The Legend of Billie Jean) (Single Version) – 4:04 (S. Climie, H. Knight)
7. Shadows of the Night (Single Version) – 3:42 (D. L. Byron)
8. Heartbreaker – 3:28 (G. Gill, C. Wade)
9. Fire and Ice – 3:20 (Benatar, Kelly, Sheets)
10. Treat Me Right – 3:28 (D. Lubahn, P. Benatar)
11. If You Think You Know How to Love Me (Single Version) – 3:47 (M. Chinn, M. Chapman)
12. You Better Run – 3:04 (F. Cavaliere, E. Brigate)